# Stergos Marinos
Stergos Marinos (in greco Στέργος Μαρίνος?; Coo, 17 settembre 1987) è un dirigente sportivo ed ex calciatore greco, di ruolo difensore.

## Carriera

### Club
Il Panathinaikos lo acquista nel 2009 dalla squadra greca dell'Atromitos. Il 17 settembre 2009 debutta in UEFA Europa League, in una partita casalinga contro il Galatasaray, persa poi 3-1.

### Nazionale
Ha rappresentato la nazionale greca l'11 agosto 2010 in Serbia-Grecia 0-1.

## Palmarès
- Campionato greco: 1

Panathinaikos: 2009-2010
- Coppa di Grecia: 1

Panathinaikos: 2009-2010